# زید ابو حامد
زید ابو حامد (عربی: زید أبو حامد؛ زادهٔ ۲۲ آوریل ۱۹۷۰) ورزشکار سابق دو و میدانی استرالیایی-سوری است که در دو ۴۰۰ متر بامانع تخصص دارد. وی به نمایندگی از سوریه در مسابقات جهانی ۱۹۹۱ و ۱۹۹۳ حضور داشت.